# Чулетов, Мурад
Мурад Чулетов — советский хозяйственный, государственный и политический деятель.

## Биография
Родился в 1905 году в Ашхабаде. Член КПСС с 1937 года.
С 1925 года — на хозяйственной, общественной и политической работе. В 1925—1960 гг. — помощник слесаря, слесарь паровозного депо станции Ашхабад, слесарь, машинист паровоза, машинист 1-го класса Наркомата путей сообщения Туркменской ССР, второй секретарь Ашхабадского горкома КП(б) Туркменистана, машинист тепловоза депо станции Ашхабад.
Избирался депутатом Верховного Совета СССР 1-го, 2-го, 3-го и 4-го созывов.
Умер в Ашхабаде в 1965 году.